# Sebastes polyspinis
Espèce
Sebastes polyspinis est un poisson appartenant à la famille des Scorpaenidae.